# 응력분포
응력분포(應力分布,stress distribution)는 물리학에서 어떠한 물체 안에서 응력이 분포하는 상태를 지칭한다.

## 등가 직사각형 응력블록
등가 직사각형 응력분포(等價四角形應力分布) 또는 등가 직사각형 응력블록(block)은  철근 콘크리트 부재의 최대 강도를 계획할 때, 휨을 받는 단면의 콘크리트 압축 응력이 동일하고 고르게 분포한다고 가정하는 방식이다.

## 등가직사각형 응력블록의 깊이
철근 콘크리트(RC)의 예시
|                                                                               |
| εcc 압축부 콘크리트 변형률, εs 인장부 철근 변형률, εct 인장부 콘크리트 변형률 |

등가직사각형 응력블록의 깊이(a)는 다음과 같다.
{\displaystyle a=\beta _{1}\times c}
또는 C 와 T 등가로부터 다음과 같다.
{\displaystyle C:\alpha f_{ck}\beta _{1}cb=T:A_{s}f_{y}}
{\displaystyle \alpha f_{ck}\beta _{1}cb=A_{s}f_{y}}
한편 {\displaystyle a=\beta _{1}\times c}
{\displaystyle \alpha f_{ck}ab=A_{s}f_{y}}
{\displaystyle a={{A_{s}f_{y}} \over {\alpha f_{ck}b}}}
c : 중립축(NA) 깊이 ,C : 압축부 콘크리트에 작용하는 압축력, T : 인장부 철근에 작용하는 인장력,  fck 콘크리트 설계기준 압축강도
한편 fy는 철근의 항복강도 그리고 철근량 As와 보 폭 b이다.
또한 단면의 가장자리와 최대 압축변형률이 일어나는 연단부터 a=β1 c 거리에 있고
중립축과 평행한 직선에 의해 이루어지는 등가압축영역에 0.85 fck인 콘크리트
응력이 등분포하는 것으로 가정하여 α 값으로 한다.

## 중립축
철근콘크리트 보에서 압축력을 받는 휨 부재의 표면에서 중립축까지 유효 춤과 단면의 유효 높이에 대한 비에서 중립축(中立軸)은 중립면과 부재의 횡단면이 만나는 선이다.
|                              |
| 예시 : 강도감소계수와 중립축 |

중립축은 등가직사각형 응력블록의 깊이(a)로부터 얻을수있다.
{\displaystyle a=\beta _{1}\times c}
{\displaystyle {{a} \over {\beta _{1}}}=c}
또한 압축연단에서 인장부까지 깊이(d)와 압축연단에서 중립축까지 거리(c)의 비를 동등하게 놓으면 중립축 깊이(c)를 얻을수있다.
{\displaystyle c:d=0.0033:\left(0.003+{{f_{y}} \over {E{s}}}\right)}
{\displaystyle c\left(0.0033+{{f_{y}} \over {E{s}}}\right)=0.003d}
{\displaystyle c={{0.0033} \over {\left(0.003+{{f_{y}} \over {E{s}}}\right)}}d}
또는 콘크리트 구조기준에서 정의된 철근탄성계수(Es) 200,000MPa를 정의함으로써 얻을수도 있다.
{\displaystyle c={{660} \over {\left({660+f_{y}}\right)}}d}

## 철근탄성계수
{\displaystyle c={{0.0033} \over {\left(0.0033+{{f_{y}} \over {E{s}}}\right)}}d}
{\displaystyle c={{0.0033} \over {\left(0.0033+{{f_{y}} \over {200,000}}\right)}}d}
{\displaystyle c={{0.0033\cdot 200,000} \over {\left(0.0033\cdot 200,000+{{f_{y}200,000} \over {200,000}}\right)}}d}
{\displaystyle c={{660} \over {\ {660+f_{y}}}}d}

## 같이 보기
- 철근-콘크리트 공학
- 휨 모멘트
- 단면 2차 모멘트